# Paspalum subfalcatum
Paspalum subfalcatum là một loài thực vật có hoa trong họ Hòa thảo. Loài này được (Döll) Tutin mô tả khoa học đầu tiên năm 1934.